# Gaurama
Gaurama là một đô thị thuộc bang Rio Grande do Sul, Brasil. Đô thị này có diện tích 204,149 km², dân số năm 2007 là 6132 người, mật độ 30,04 người/km².